# Pedrola
Pedrola – gmina w Hiszpanii, w prowincji Saragossa, w Aragonii, o powierzchni 113,74 km². W 2011 roku gmina liczyła 3780 mieszkańców.
W miejscowości jest przystanek kolejowy Pedrola.